# Guembelia crinita
Guembelia crinita là một loài Rêu trong họ Grimmiaceae. Loài này được (Brid.) Hampe mô tả khoa học đầu tiên năm 1849.